# Сарненский район
Са́рненский район (укр. Сарненський район) — административная единица на северо-востоке Ровненской области Украины. Административный центр — город Сарны.

## География
Площадь — 6212,7 км² (в новых границах с 17 июля 2020 года).
Основные реки — Случь, Горынь.
Район граничит с другими районами Ровненской области: на западе — с Варашским, на юге — с Ровненским.

## История
Район образован 20 января 1940 года на основе территории бывшего Сарненского повета Полесского (1921−1930), а потом Волынского воеводства (1930—1939) II Речи Посполитой.
21 января 1959 года к Сарненскому району была присоединена часть территории упразднённого Клесовского района.
17 июля 2020 года в результате административно-территориальной реформы район был укрупнён, в его состав вошли территории:
- Сарненского района,
- Дубровицкого района,
- Рокитновского района.

## Население
Численность населения района в укрупнённых границах — 213,0 тыс. человек.
Численность населения района в границах до 17 июля 2020 года по состоянию на 1 января 2020 года — 104 037 человек, из них городского населения — 37 795 человек, сельского — 66 242 человека.

## Административное устройство
Район в укрупнённых границах с 17 июля 2020 года делится на 11 территориальных общин (громад), в том числе 2 городские, 3 поселковые и 6 сельских общин (в скобках — их административные центры):
- Городские:
  - Сарненская городская община (город Сарны),
  - Дубровицкая городская община (город Дубровица);
- Поселковые:
  - Клесовская поселковая община (пгт Клесов),
  - Рокитновская поселковая община (пгт Рокитное),
  - Степанская поселковая община (пгт Степань);
- Сельские:
  - Берёзовская сельская община (село Берёзовое),
  - Вировская сельская община (село Виры),
  - Высоцкая сельская община (село Высоцк),
  - Милячская сельская община (село Миляч),
  - Немовичская сельская община (село Немовичи),
  - Старосельская сельская община (село Старое Село).

### История деления района
Количество местных советов (рад) в старых границах района до 17 июля 2020 года:
- городских — 1;
- поселковых — 2;
- сельских — 19.

Количество населённых пунктов в старых границах района до 17 июля 2020 года:
- городов районного значения — 1;
- посёлков городского типа — 2;
- сёл — 61;
- посёлков сельского типа — 3.